# Championnat des Caraïbes de rugby à XV
Le championnat des Caraïbes de rugby à XV ou Caribbean Rugby Championship est une compétition organisée par Rugby Americas North qui oppose des nations caribéennes, le Mexique et une sélection du sud des États-Unis, les USA Rugby South Panthers.

## Liste des équipes
| - Mexique - USA South - Îles Caïmans - Jamaïque - Bermudes - Bahamas | - Îles Vierges britanniques - Saint-Vincent-et-les-Grenadines - Barbade - Sainte-Lucie - Guyana - Trinité-et-Tobago |

## Palmarès du Caribbean Rugby Championship
| Saison    | Vainqueur                     | Score       | Finaliste         |
| --------- | ----------------------------- | ----------- | ----------------- |
| 1966      | Guyana                        | Round-robin | Trinité-et-Tobago |
| 1967      | Trinité-et-Tobago             | Round-robin | -                 |
| ...       | -                             | –           | -                 |
| 1969      | Jamaïque                      | Round-robin | Bahamas           |
| ...       | -                             | –           | -                 |
| 1973      | Trinité-et-Tobago             | Round-robin | -                 |
| ...       | -                             | –           | -                 |
| 1975      | Jamaïque                      | Round-robin | Barbade           |
| ...       | -                             | –           | -                 |
| 1977      | Bermudes                      | Round-robin | -                 |
| ...       | -                             | –           | -                 |
| 1979      | Bermudes                      | Round-robin | -                 |
| ...       | -                             | –           | -                 |
| 1981      | Bermudes                      | Round-robin | -                 |
| ...       | -                             | –           | -                 |
| 1983      | Trinité-et-Tobago             | Round-robin | -                 |
| ...       | -                             | –           | -                 |
| 1985      | Trinité-et-Tobago             | Round-robin | -                 |
| ...       | -                             | –           | -                 |
| 1996      | Bermudes                      | 29 – 8      | Trinité-et-Tobago |
| 1997      | Trinité-et-Tobago             | 31 – 14     | Îles Caïmans      |
| 1998      | Bermudes                      | Round-robin | Trinité-et-Tobago |
| 1999      | Bermudes et Trinité-et-Tobago | Round-robin | -                 |
| ...       | -                             | –           | -                 |
| 2001      | Trinité-et-Tobago             | 23 – 12     | Bermudes          |
| ...       | -                             | –           | -                 |
| 2005      | Barbade                       | 52 – 3      | Bahamas           |
| ...       | -                             | –           | -                 |
| 2008      | Trinité-et-Tobago             | 40 – 24     | Guyana            |
| ...       | -                             | –           | -                 |
| 2011      | Bermudes                      | 11 – 0      | Guyana            |
| 2012      | Bermudes                      | 18 – 0      | Guyana            |
| 2013      | USA South                     | 26 - 18     | Trinité-et-Tobago |
| 2014      | Guyana                        | 30 - 27     | USA South         |
| 2015      | Trinité-et-Tobago             | 33 – 16     | Mexique           |
| 2016      | Mexique                       | 32 – 3      | Guyana            |
| 2017      | USA South                     | 23 - 19     | Guyana            |
| 2018      | USA South                     | Round-robin | Îles Caïmans      |
| 2019      | Bermudes                      | 33 - 10     | Guadeloupe        |
| 2024-2025 | Mexique                       | 45 - 14     | Trinité-et-Tobago |

## Bilan
| Équipe            | Titre(s) | Premier(s) - Dernier(s) |
| ----------------- | -------- | ----------------------- |
| Trinité-et-Tobago | 3        | 2001-2015               |
| USA South         | 3        | 2013-2018               |
| Bermudes          | 3        | 2011-2019               |
| Mexique           | 2        | 2016-2025               |
| Barbade           | 1        | 2005                    |
| Guyana            | 1        | 2014                    |